# Normandy Barrière
Pour les articles homonymes, voir Normandy et Barrière.
Le Normandy Barrière est un hôtel français. Inauguré en 1912, il est le navire amiral du groupe Barrière, à Deauville en Normandie. Les façades sont recensées  à l'Inventaire général du patrimoine culturel,.

## Situation
L'hôtel se situe dans le centre-ville de Deauville, face aux plages des Planches de la Manche, proche de la route du bord de mer, dans le voisinage proche du casino de Deauville, Centre international de Deauville, de l'hôtel Royal Barrière, du port Deauville, et de l'hippodrome de Deauville-La Touques.

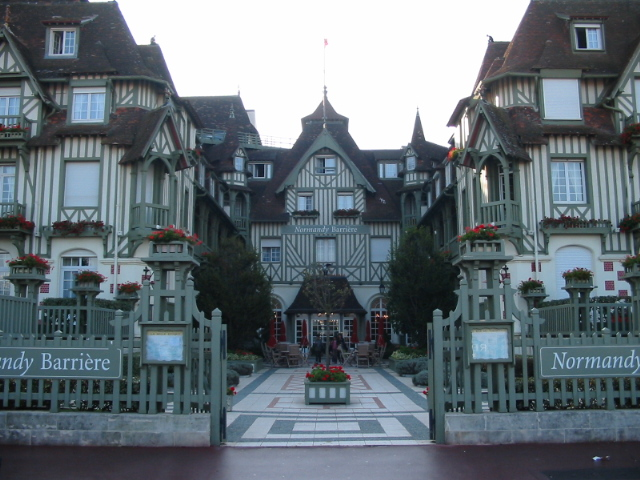
Entrée.
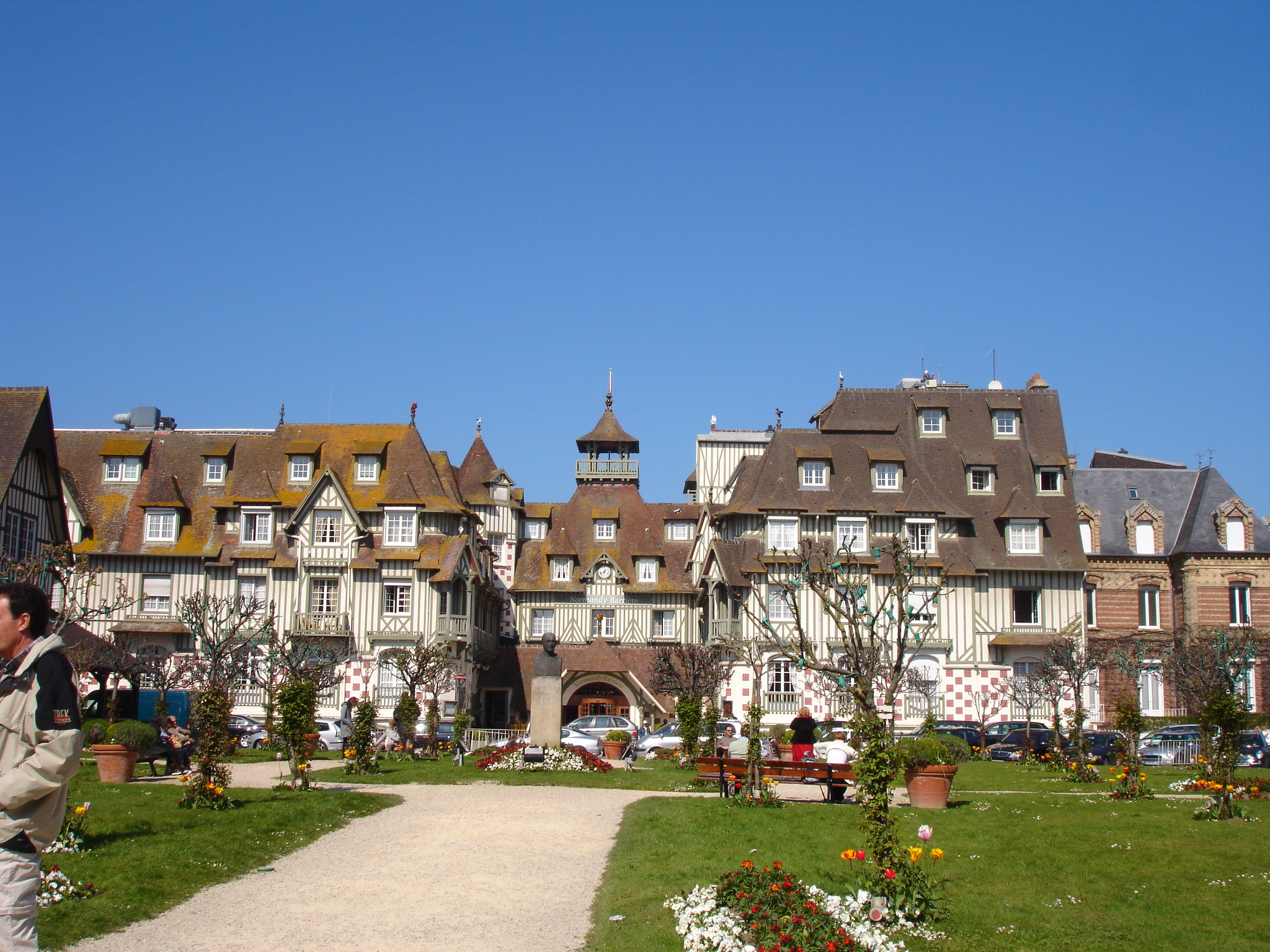
Hôtel et jardin François André, côté casino de Deauville.
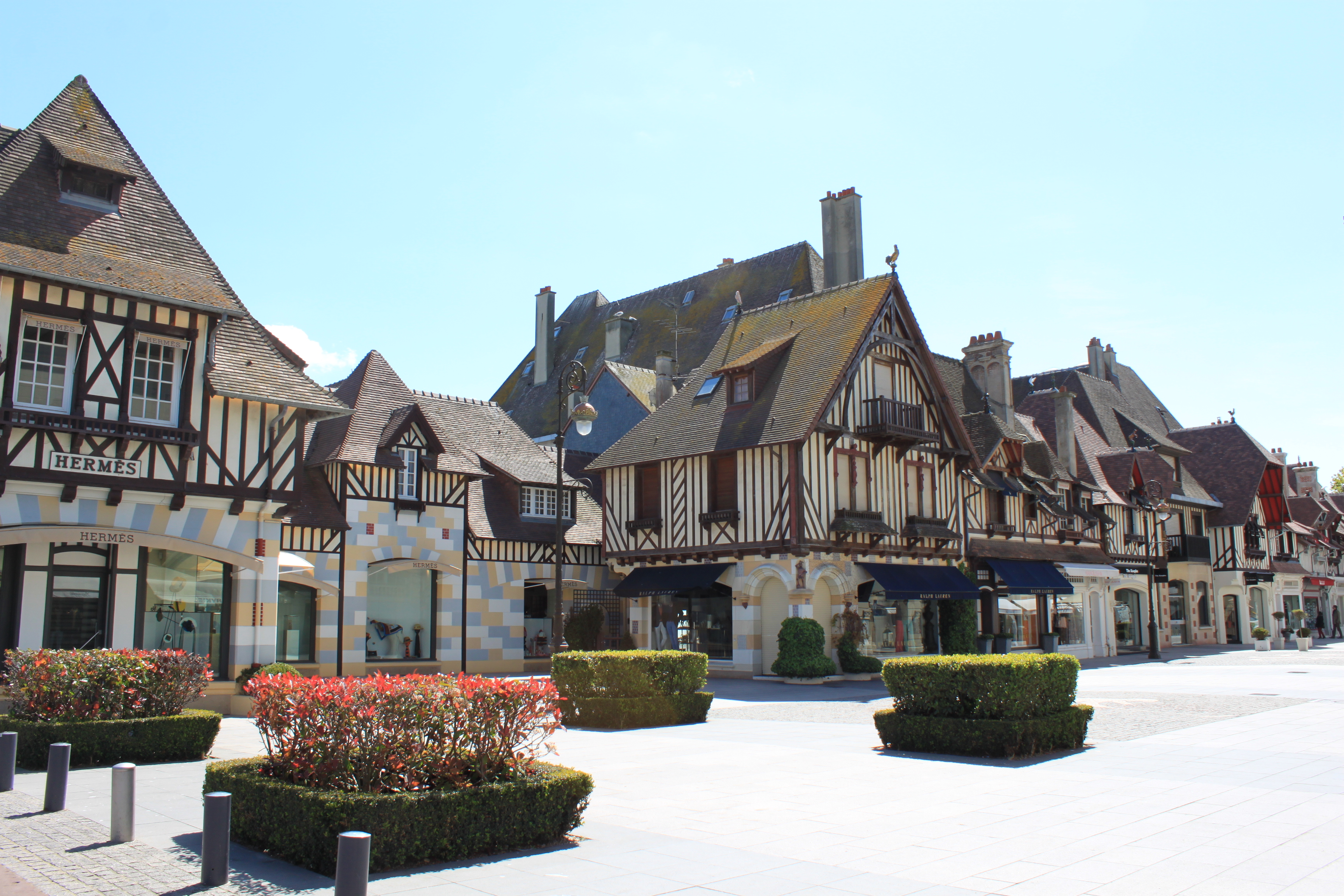
Quelques boutiques.
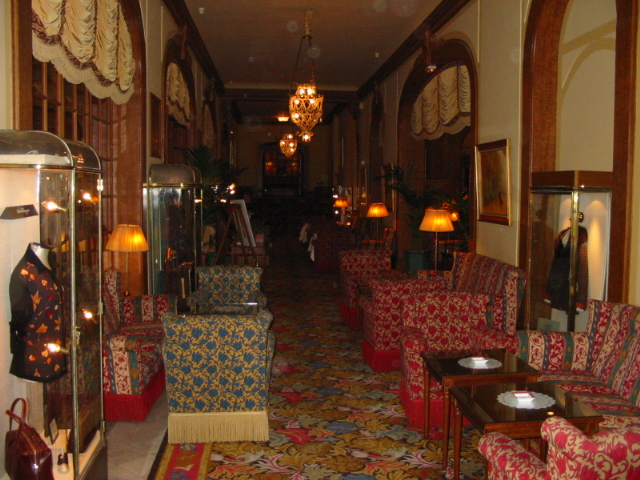
Salon intérieur.

## Histoire
Vers 1912 au moment du développement des stations balnéaires françaises, François André fonde le groupe Barrière, avec son associé Eugène Cornuché (propriétaire du restaurant Maxim's de Paris, et directeur du casino de Trouville-sur-Mer) avec entre autres la reprise d'un casino d'Ostende en Belgique, et la construction du Casino de Deauville, et de ce palace Normandy par l'architecte Théo Petit. 

Le Normandy Barrière en 1930
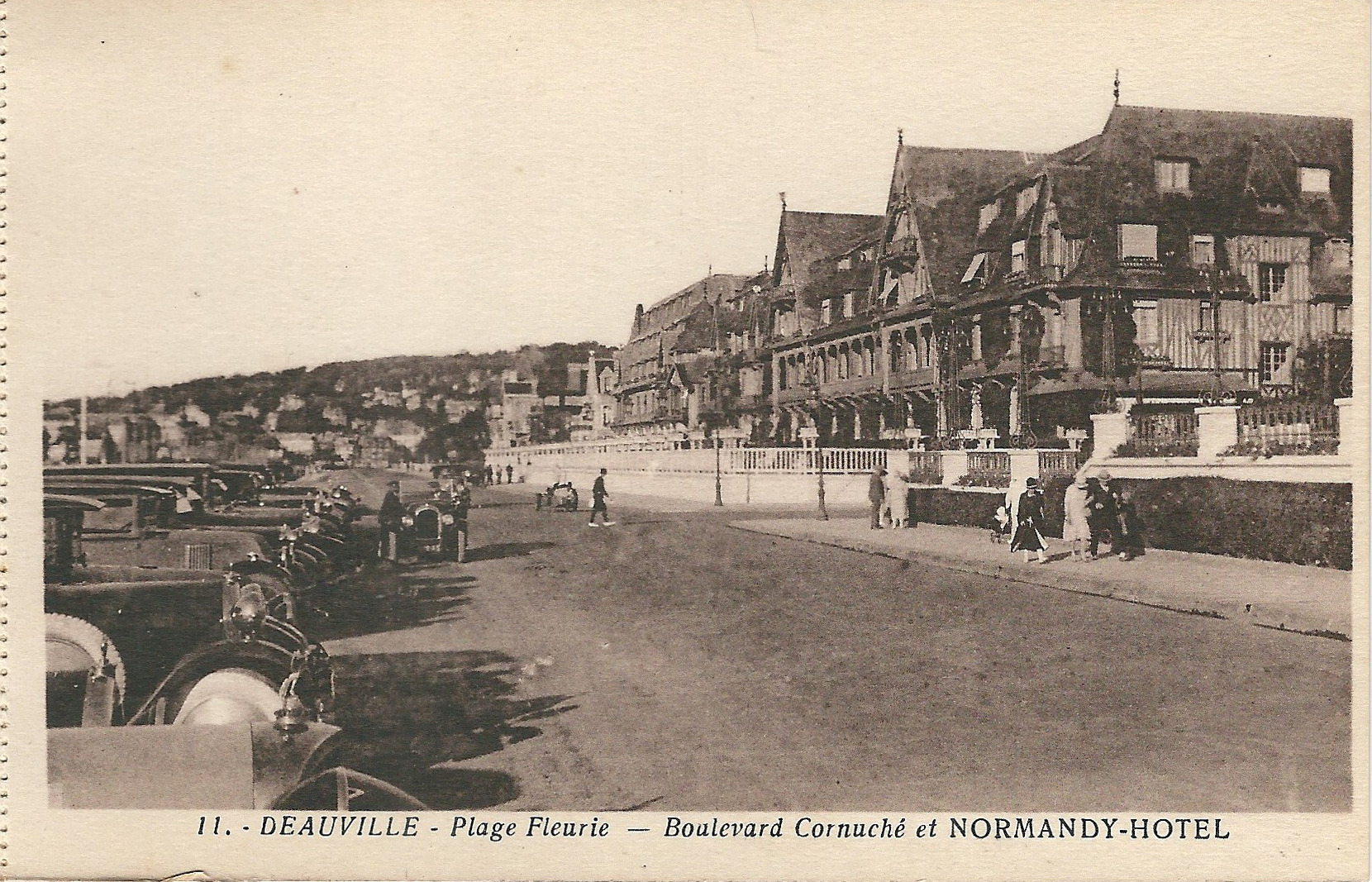
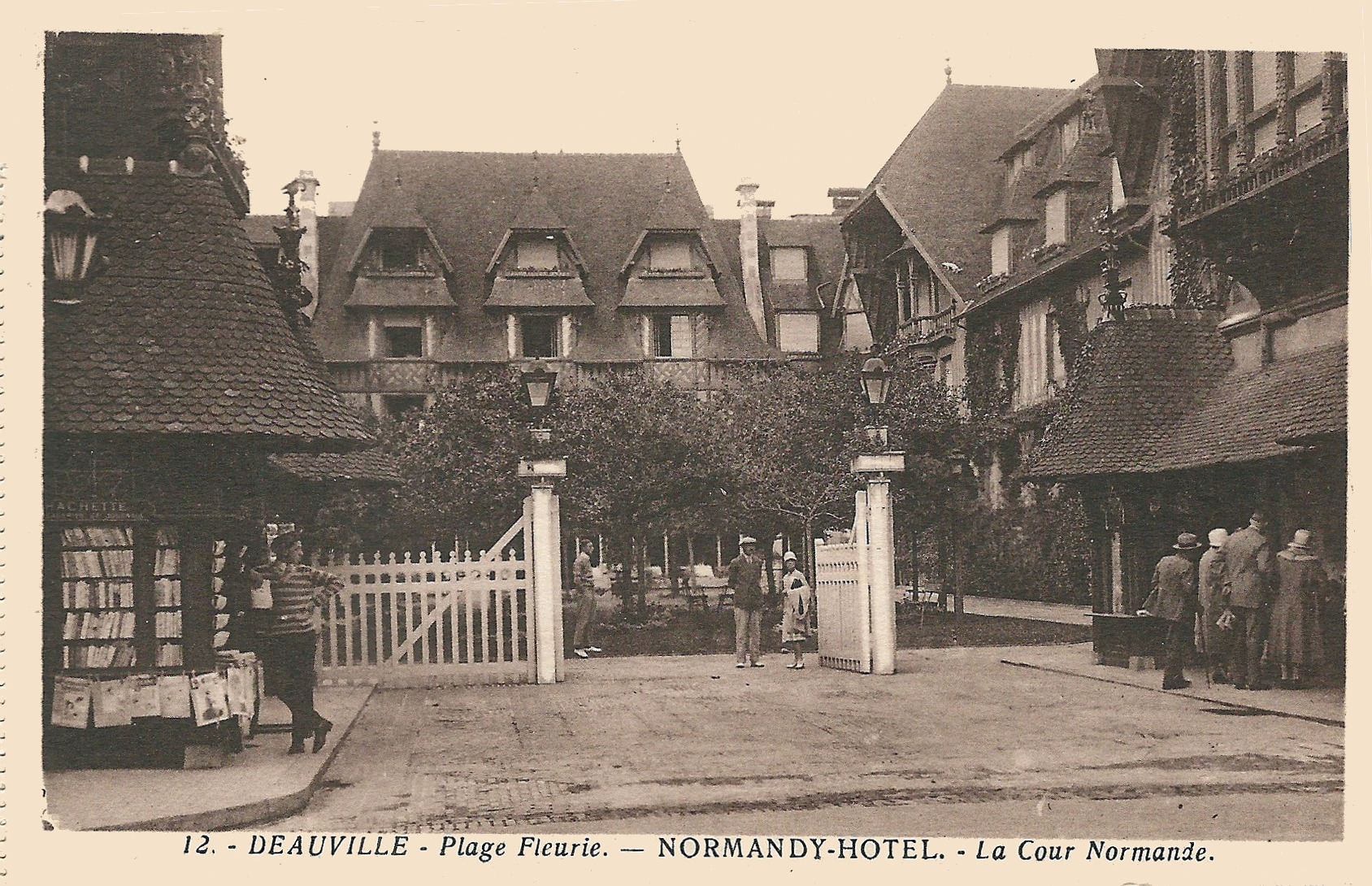

Il est le premier des grands hôtels-palaces de la ville, suivi en 1913 de son voisin l'Hôtel Royal Barrière. Un an après son ouverture, financée par son amant anglais Boy Capel, Coco Chanel installe sa boutique de chapeaux Chanel dans l'enceinte de l'hôtel. 
Seul grand hôtel ouvert tout au long de l'année, le Normandy ne connaît pas de transformation d'ampleur au XXe siècle. Toutefois, il ferme ses portes durant un mois à l'automne 1994 pour une rénovation de ses locaux communs. C'est à cette occasion qu'une cheminée est intégrée au bar américain. Dix ans plus tard, en 2004, plusieurs chambres sont rénovées en tranches, mais l'ampleur des travaux force à une réflexion plus vaste.
L'hôtel est entièrement rénové en 2015-2016,.

## Caractéristiques
Cet hôtel est construit dans une architecture traditionnelle régionale de style manoir-cottage anglo-normand à colombages vert pastel et de damiers de pierres. Il possède 231 chambres, 33 suites, et 7 appartements familiaux décorés par l'architecte d’intérieur Jacques Garcia, inspiré du style Belle Époque. Dix-neuf salons peuvent accueillir des conférences, réceptions, cocktails, ou soirées de gala. La suite « Un homme et une femme » est conservée en souvenir et hommage de la scène d'amour mythique du film de Claude Lelouch en 1966, avec Anouk Aimée et Jean-Louis Trintignant. L'établissement possède un restaurant« La Belle époque », un piano-bar américain proposant une carte de 123 variétéswhiskys, un centre de fitness, un spa, et un club enfant « Le Studio by Petit VIP ».

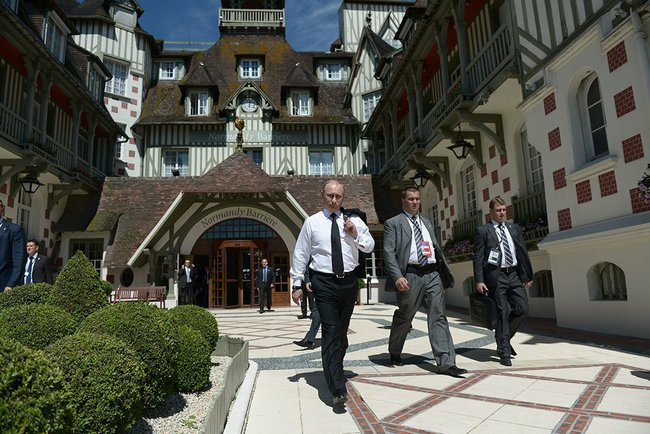
Le président russe Vladimir Poutine en 2014, pour le 70e anniversaire du débarquement de Normandie.

## Dans la culture populaire
Plusieurs films tournés dans le département du Calvados, ont été tournés dans cet hôtel, dont :
- 1966 : Un homme et une femme, de Claude Lelouch
- 1996 : Hercule Poirot (série télévisée) (épisode Le Crime du golf d'après le roman policier éponyme, d'Agatha Christie, avec les détectives Hercule Poirot et Arthur Hastings)
- 2013 : Hôtel Normandy, de Charles Nemes
- 2019 : Les Plus Belles Années d'une vie, de Claude Lelouch

Patricia Kaas y fait référence dans la chanson Hôtel Normandy.